# Pintor de amazonas
El Pintor de amazonas fue un griego antiguo pintor de vasos que pintó cerámica ática de figura rojas del llamado estilo de Kerch. Estuvo activo en la Atenas a finales del período clásico, entre 340 y 320 a. C. aproximadamente. Se desconoce el verdadero nombre del pintor. El nombre utilizado se basa en el hecho de que su obra más famosa representa amazonas. En particular, decoró pélices.
El vaso homónimo del pintor, también un pelike, se encuentra actualmente en el Museo Metropolitano de Arte . Una de las caras del vaso muestra a griegos luchando contra amazonas, y la otra a ménades entre dos sátiros.